# زبان کری
کری (به انگلیسی: Cree) نام یکی از زبان‌های آلگونکویان که گویشورانی نزدیک به ۱۱۷۰۰۰ نفر در نواحی شمال غرب کانادا، از آلبرتا تا لابرادور دارد. این زبان بیشترین گویشوران را در میان زبان‌های بومی آمریکای شمالی، در کانادا دارا است.
اگرچه گویشوران این زبان در مناطق گوناگونی در کانادا پراکنده هستند، اما این زبان تنها در نواحی شمالی غرب، در کنار هشت زبان بومی دیگر به عنوان زبان رسمی به شمار می‌رود.